# 长鼻獴
長鼻獴（學名：Xenogale naso）是獴的一種，現在多分佈於非洲，是較沒有受到人類開墾威脅的物種之一。